# Kiadtisak Chaodon
Kiadtisak Chaodon (thailändisch เกียรติศักดิ์ ชาวดร, * 19. Juli 1999 in Udon Thani), auch als Palm bekannt, ist ein thailändischer Fußballspieler.

## Karriere
Kiadtisak Chaodon erlernte das Fußballspielen in der Schulmannschaft der Phandonwitthaya School in Udon Thani. 2018 unterschrieb der Torwart seinen Profivertrag beim Udon Thani FC. Der Club aus Udon Thani spielte in der zweiten Liga des Landes, der Thai League 2. Nach der Hinrunde 2021/22 wechselte er im Dezember 2021 zum Erstligisten Nakhon Ratchasima FC. Am Ende der Saison musste er mit dem Klub aus Nakhon Ratchasima in die zweite Liga absteigen. Nach dem Abstieg verließ er den Verein und schloss sich Anfang August 2023 dem Zweitligaaufsteiger Dragon Pathumwan Kanchanaburi FC an. Für den Verein aus Kanchanaburi kam er in der Hinrunde nicht zum Einsatz. Anfang Januar 2024 wechselte er nach Chainat zum Ligakonkurrenten Chainat Hornbill FC. Für den Verein aus Chainat stand er 41-mal in der Liga zwischen den Pfosten. Im Juli 2025 verließ er den Verein und schloss sich dem Erstligaabsteiger Nakhon Pathom United FC an.